# Rugosana venusta
Rugosana venusta är en insektsart som beskrevs av Delong och Freytag 1964. Rugosana venusta ingår i släktet Rugosana och familjen dvärgstritar. Inga underarter finns listade i Catalogue of Life.